# Prins Alexanderpolder
De Prins Alexanderpolder is een Nederlandse polder uit de negentiende eeuw, ontstaan uit een reeks drooggelegde veenplassen in de buurt van de rivier de Rotte ten noordoosten van de stad Rotterdam. Hij is vernoemd naar prins Alexander van Oranje-Nassau (1851–1884).

## Drooglegging
De Prins Alexanderpolder werd gerealiseerd door veertien veenplassen droog te maken. De plassen werden drooggelegd tussen 1865 en 1874. In die tijd is 2660 hectare drooggelegd om landbouwgrond te creëren. Al snel werd de grond echter vooral gebruikt als tuinbouwgrond.
Over de wijze van drooglegging was halverwege de 19e eeuw veel discussie. Landmeter J.A. Scholten kwam in 1843 met een plan met windbemaling. Hoofdingenieur J.A. Beijerinck van Rijkswaterstaat wilde stoombemaling zoals dat ook werd toegepast bij de drooglegging van het Haarlemmermeer. Men koos ten slotte voor stoombemaling. Het gehele gebied werd opnieuw ingericht, de al bestaande wegen en kaden gingen op de schop. In 1866 werden de ringvaart en het afvoerkanaal aangelegd. In hetzelfde jaar werd de eerste steen voor het bovengemaal gelegd door de toen vijftienjarige prins Alexander, een zoon van koning Willem III. 
Voor 1865 waren er ten noorden van de 's-Gravenweg, vanaf de Rotte tot aan Nieuwerkerk aan den IJssel, vijftien veenplassen die drooggemaakt moesten worden. Deze plassen waren langs de 's-Gravenweg/Ringvaart van west naar oost de Spiegelnis, Noordplas, Middenplas, Zuidplas, Ketensche Plas, Middelmolen, Hoogdorp, Blaardorp en de Esse. Aan de noordzijde lagen van west naar oost Bospolder, Ommoorden, Wollefoppenplas en de Vink. En in het midden van de deze plassen lagen nog de Achterplas en Klein Ommoorden. De Noordplas werd als enige niet drooggelegd, het was de diepste van de vijftien plassen en er stonden enkele fabrieken en woonhuizen aan de oever. Daardoor was drooglegging te kostbaar, hij bleef bestaan onder de naam Kralingse Plas
Veel van de namen van de voormalige plassen zijn bewaard gebleven als namen van straten, parken of wijken. Zo is de Spiegelnisserkade, een straat in Crooswijk/Rubroek, vernoemd naar de Spiegelnisplas, is de wijk Ommoord vernoemd naar Ommoorden, zijn het Wollefoppenpark en de Wollefoppenweg vernoemd naar de Wollefoppenplas en is de wijk Schollevaar vernoemd naar een vogeleiland in de Wollefoppenplas.

## Woningbouw
In 1961 bestemde de gemeente Rotterdam het tuinbouwgebied voor woningbouw. De eerste nieuwbouwwijk was Het Lage Land. Deze wijk werd ontworpen naar de inzichten van de stedenbouwkundige Lotte Stam. De wijk is een voorbeeld van het "functionalistische nieuwe bouwen". Later kwamen de wijken Ommoord, Zevenkamp, Oosterflank en Prinsenland en tot slot Nesselande. In 1968 werd het spoorwegstation Rotterdam Alexander geopend, en in 1983 kwam het eerste deel – naar Binnenhof – van de bovengrondse metroverbinding met het centrum van Rotterdam gereed.

## Deelgemeente
Met de instelling van de deelgemeenten in Rotterdam is het Rotterdamse deel van de polder de deelgemeente Prins Alexander geworden. In de jaren negentig werden Alexandrium I, II en III gebouwd, een groot winkelcentrum en woonboulevard, gebouwd om het historische polderhuis uit 1932. De op-een-na laatste wijk, Prinsenland, is in de periode 1984–1998 verkaveld en gebouwd; met de bouw van de laatste wijk, Nesselande, is in 2000 begonnen.

## Trivia
Jarenlang lag het laagste punt van Nederland in deze polder met 6 meter onder NAP. Door bouwactiviteiten behoort dit tot het verleden.